# Marmota olympus
A marmota olímpica (Marmota olympus) é um roedor da família dos esquilos, Sciuridae; ocorre apenas no estado americano de Washington, nas elevações médias da Península Olímpica. Os parentes mais próximos desta espécie são a marmota caligata e a marmota da Ilha de Vancouver. Em 2009, foi declarado o mamífero endêmico oficial de Washington.
Esta marmota tem aproximadamente o tamanho de um gato doméstico, pesando normalmente cerca de 8 kg (18 lb) no verão. A espécie apresenta o maior dimorfismo sexual encontrado nas marmotas, com os machos adultos pesando em média 23% a mais que as fêmeas. Ele pode ser identificado por uma cabeça larga, olhos e orelhas pequenos, pernas atarracadas e uma cauda longa e espessa. Suas garras afiadas e arredondadas ajudam a cavar tocas. A cor da pelagem muda com a estação e com a idade, mas a pelagem de uma marmota adulta é totalmente marrom com pequenas áreas mais brancas na maior parte do ano.
A espécie tem uma dieta composta principalmente por uma variedade de flora de prados, incluindo gramíneas secas, que também usa como cama em tocas. É predado por vários mamíferos terrestres e aves de rapina, mas seu principal predador hoje é o coiote. A marmota olímpica é considerada uma espécie de menor preocupação na Lista Vermelha da IUCN. É protegido por lei no Parque Nacional Olímpico, que contém a maior parte de seu habitat.
As tocas desta marmota são feitas em colônias, que se encontram em vários locais de montanha e diferem em tamanho. Uma colônia pode conter apenas uma família de marmota ou várias famílias com até 40 marmotas. As marmotas olímpicas são animais muito sociáveis, que freqüentemente se envolvem em brincadeiras de luta e vocalizam quatro assobios diferentes para se comunicarem. Durante a hibernação que começa em setembro, eles dormem profundamente e não comem, o que faz com que percam metade da massa corporal. Os adultos surgem em maio e os jovens em junho. As marmotas fêmeas atingem a maturidade sexual aos três anos de idade e produzem ninhadas de 1 a 6 a cada duas estações de acasalamento.

## Taxonomia

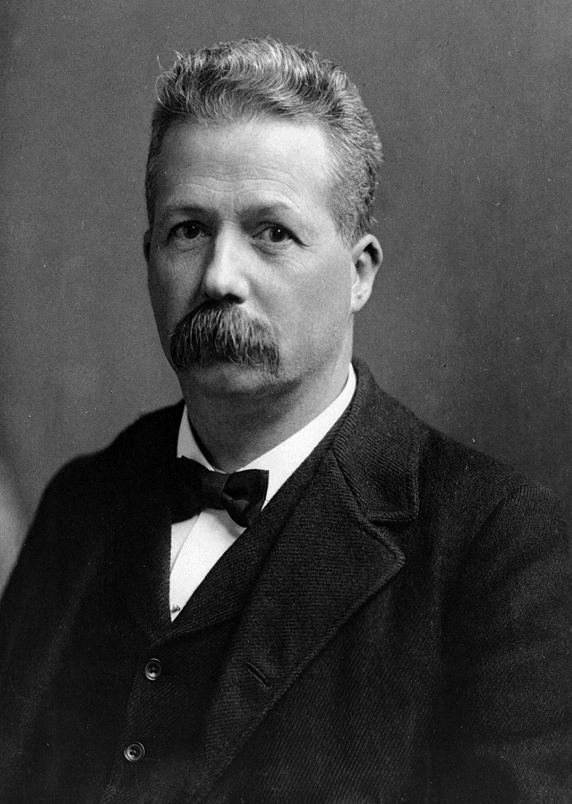
Clinton Hart Merriam, o primeiro a descrever a marmota olímpica

Americano zoólogo e etnógrafo Clinton Hart Merriam primeira descrito formalmente a marmota olímpica em 1898, como Arctomys Olympus, a partir de uma amostra de que ele e Vernon Orlando Bailey coletados no Duc Rio Sol. O gênero Arctomys vem do grego para "rato-urso". O nome da espécie, olympus (Olímpico em grego), foi dado porque esta espécie é nativa da Península Olímpica. A espécie agora é classificada com todas as outras marmotas no gênero Marmota. O zoólogo RL Rausch classificou a marmota olímpica como a subespécie olympus da Marmota marmota (ele incluiu todas as marmotas norte-americanas nesta espécie, que agora inclui apenas a marmota alpina da Eurásia) em 1953, mas geralmente tem sido tratada como uma espécie distinta, uma classificação apoiado por revisões taxonômicas começando com aquele do zoólogo Robert S. Hoffmann e colegas em 1979.
Dentro da Marmota, a marmota olímpica é agrupada com espécies como a marmota caligata (M. caligata) no subgênero Petromarmota. Entre este agrupamento, as análises de DNA mitocondrial sugerem que a marmota olímpica pode ser a espécie mais basal. Acredita-se que a marmota olímpica tenha se originado durante o último período glacial como uma população relíquia isolada da marmota antiga no refúgio livre de gelo do Pleistoceno. A marmota olímpica se desvia da Petromarmota típicamarmotas no formato e grande tamanho da mandíbula (mandíbula), em diferenças da região dorsal (dorso), e possuindo 40 cromossomos em vez de 42, todos características que se assemelham ao subgênero Marmota. Algumas das diferenças entre a mandíbula da marmota olímpica e a típica Petramarmota também são evidentes na marmota da Ilha de Vancouver (M. vancouverensis), que evoluiu separadamente, mas também ocorre em uma faixa restrita com uma pequena população.

## Descrição

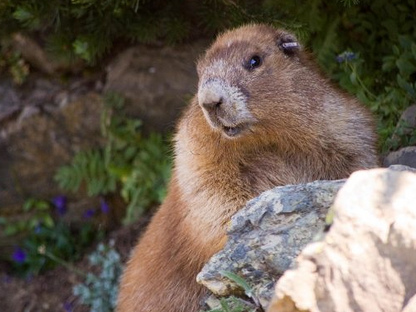
As manchas de pelo mais claras, características da marmota olímpica no verão

A cabeça da marmota olímpica é grande, com olhos e orelhas pequenos; o corpo é atarracado, com pernas atarracadas e garras afiadas e arredondadas que facilitam a escavação; a cauda é espessa e varia de 18 a 24 cm (7,1 a 9,4 pol.) De comprimento. A marmota olímpica tem o tamanho de um gato doméstico ; os adultos pesam tipicamente de 2,7 a 11 kg (6,0 a 24,3 lb) e têm de 67 a 75 cm (26 a 30 pol.) de comprimento, com a média de 71 cm (28 pol.). Esta espécie pode ter o dimorfismo sexual mais pronunciado encontrado em marmotas, com machos adultos pesando em média 4,1 a 9,3 kg (9,0 a 20,5 lb), pós-emergência na primavera e no pico de peso no outono, respectivamente, e fêmeas adultas pesando 3,1 a 7,1 kg (6,8 a 15,7 lb) ao mesmo tempo.Com base nos pesos publicados, a marmota olímpica é a maior das seis espécies de marmota encontradas na América do Norte, com massa corporal média ligeiramente mais pesada do que a marmota caligata e a marmota de Vancouver. As dimensões lineares médias sugerem que as espécies olímpicas são cerca de 7% maiores, em média, do que essas outras duas grandes espécies da América do Norte.  A espécie rivaliza com algumas espécies asiáticas menos estudadas como as maiores marmotas e os maiores membros da família do esquilo, com massas corporais semelhantes atingíveis por algumas espécies, como a marmota Tarbagan e a marmota do Himalaia.
A pelagem é de duas camadas, consistindo em uma camada de pele macia e espessa, para aquecer, e pelos externos mais grossos. O pêlo das marmotas infantis é cinza escuro; isso muda no período de um ano para marrom acinzentado com manchas mais claras. A pelagem adulta é marrom no corpo com algumas manchas menores brancas ou marrons claras na maior parte do ano, tornando-se mais escuras no geral com o passar do ano. A primeira muda do ano ocorre em junho, começando com duas manchas pretas de pelos se formando na parte de trás dos ombros. Esta coloração preta então se espalha para o resto do corpo, e com a queda a pelagem é quase preta. Acredita-se que uma segunda muda ocorra durante a hibernação, e ao emergir da hibernação na primavera, as marmotas olímpicas podem ser marrons ou amareladas. O focinho da marmota olímpica é quase sempre branco, com uma faixa branca na frente dos olhos.
Esta espécie pode ser facilmente distinguida da marmota velha, com a qual compartilha quase todas as outras características físicas, pela falta de pés pretos contrastantes e uma mancha preta na cabeça. A marmota da Ilha de Vancouver tem uma cor de pelagem semelhante - marrom chocolate com manchas brancas.

## Distribuição e habitat

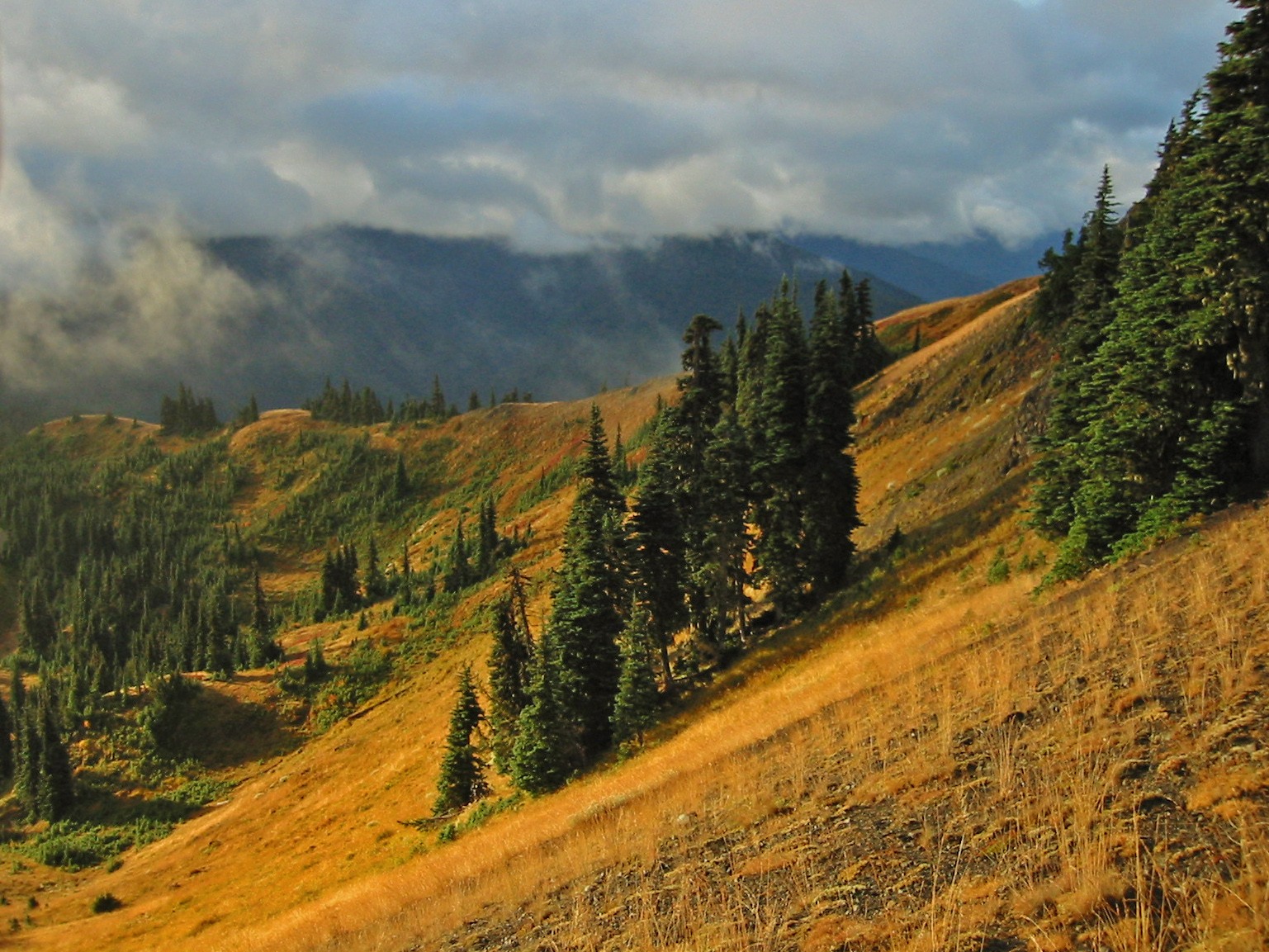
Habitat típico da marmota olímpica: uma encosta no Furacão Ridge no Parque Nacional Olímpico

As marmotas olímpicas são nativas das Montanhas Olímpicas, na Península Olímpica do estado de Washington.Cerca de 90% do habitat total das marmotas olímpicas está localizado no Parque Nacional Olímpico, onde são frequentemente avistadas, especialmente no furacão Ridge. marmotas estão em declínio em algumas áreas do parque devido à invasão de árvores nos prados, bem como à predação por coiotes, e raramente são vistas na parte mais úmida do sudoeste.
Dentro do parque, marmotas Olímpicos habitam exuberantes sub-alpinas e Alpine Meadows, campos e montanhosa scree encostas. Eles vivem em colônias espalhadas em vários locais nas montanhas e contendo as tocas de diferentes números de famílias de marmotas. Alguns prados podem conter apenas uma família de marmotas, e alguns podem ter várias famílias somando até 40 marmotas. Há um risco maior de endogamia e morte por eventos aleatórios em prados com menos marmotas, tornando a migração essencial para a sobrevivência da espécie. ocas podem ser encontradas em altitudes que variam de 920 m (3.020 pés) a 1.990 m (6.530 pés); eles são mais freqüentemente encontrados na faixa de 1.500 m (4.900 pés) a 1.750 m (5.740 pés). As tocas são mais frequentemente localizadas nas encostas voltadas para o sul, que geralmente recebem mais precipitação, 75 cm (30 pol.) Por ano (principalmente neve) e, portanto, têm mais flora disponível. A área de vida de uma família de marmotas geralmente cobre de meio acre a cinco acres (0,2–2 hectares). A marmota olímpica está bem adaptada ao seu habitat natural geralmente frio, onde há queda de neve quase todos os meses do ano nas encostas das montanhas e nos campos áridos .

## Ecologia

### Alimentação

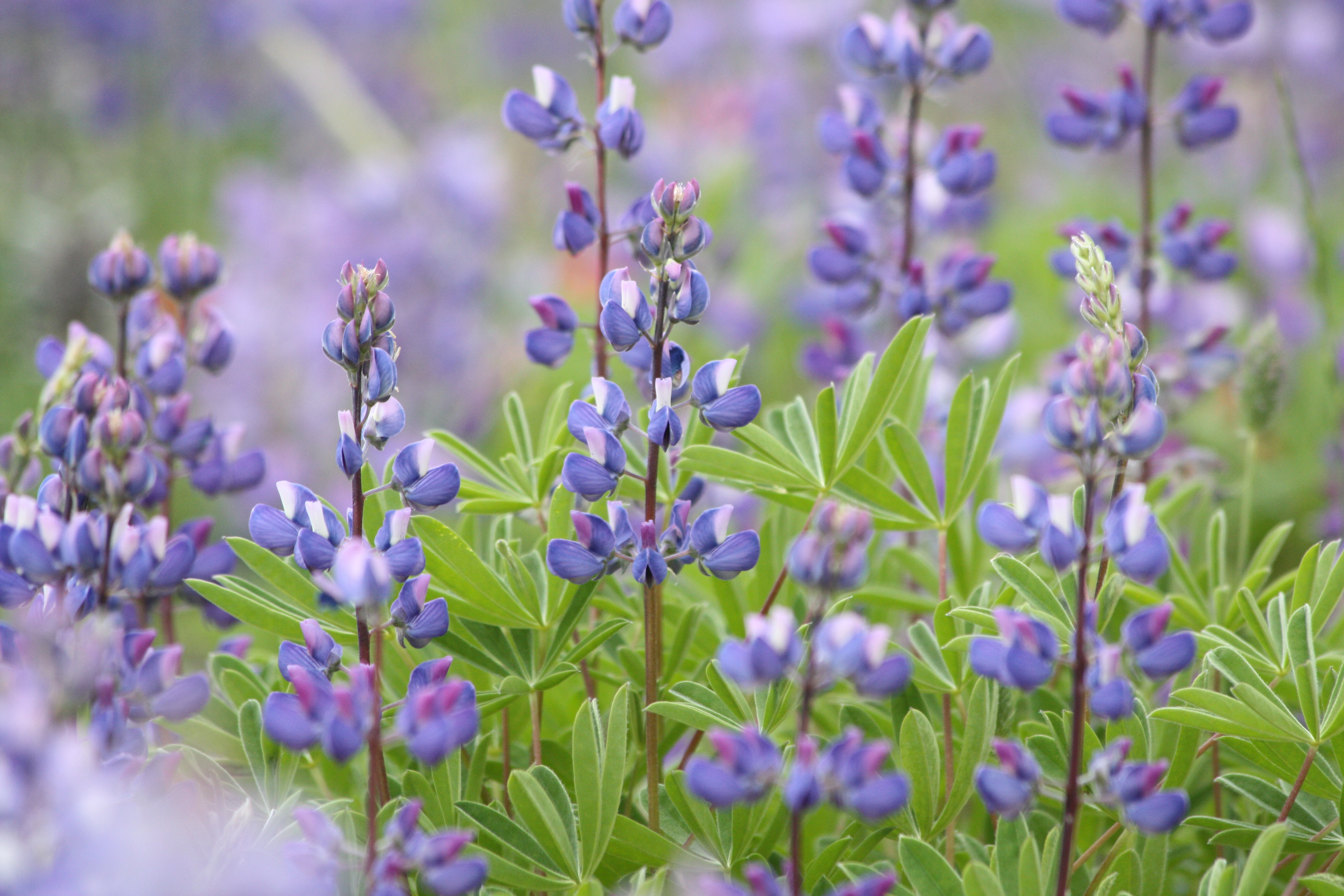
Lupin, uma parte importante da dieta da marmota olímpica, perto do furacão Ridge

As marmotas olímpicas comem a flora dos prados, como avalanches e lírios das geleiras, flores de urze, tremoço subalpino, trigo sarraceno da montanha, sinos de lebre, juncos e musgos. Eles preferem plantas verdes, tenras e com flores a outras fontes de alimento, mas as raízes são uma grande parte de sua dieta no início da primavera, quando outras plantas ainda não apareceram. Durante maio e junho, eles podem recorrer a roer árvores para se alimentar. Eles também comem frutas e insetos ocasionalmente. Suas necessidades de água são satisfeitas com o suco da vegetação que comem e o orvalho nas superfícies das plantas.
Quando a neve cobre a vegetação, as marmotas têm uma dieta mais carnívora, consumindo carniça encontrada ao cavar as raízes e possivelmente matando esquilos em hibernação tardia. Nesse momento, eles também obtêm água da neve derretida. Marmotas olímpicas em hibernação não mantêm comida em suas tocas; em vez disso, eles ganham gordura antes de hibernar e podem dobrar seu peso corporal para sobreviver oito meses sem comer.

### Predação

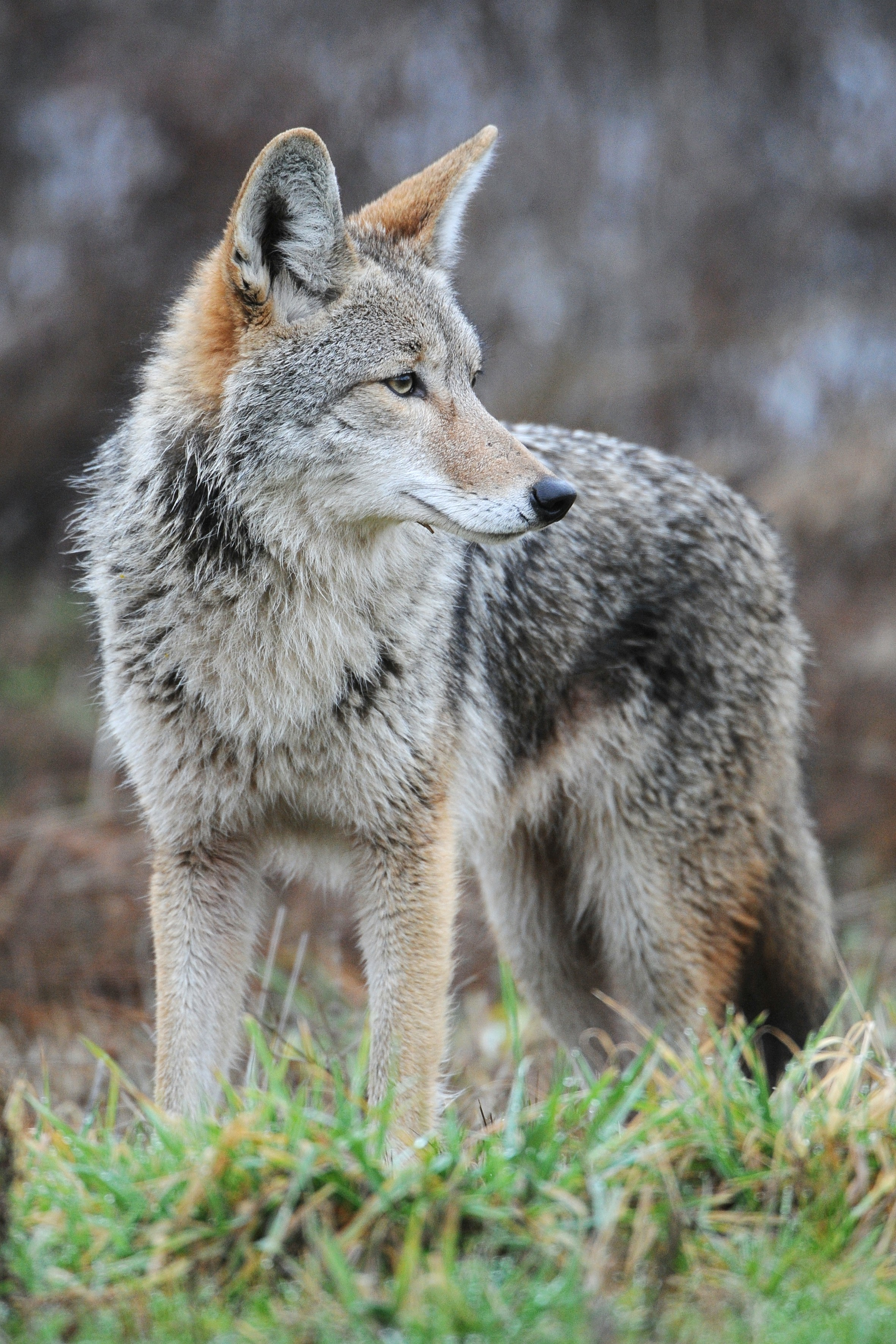
O coiote é o principal predador da marmota olímpica.

Os predadores da marmota olímpica são principalmente mamíferos terrestres, como coiotes, pumas e linces ;  no entanto, ele também é predado por raptores aviários, como as águias douradas. Os ursos negros provavelmente raramente atacam marmotas, como evidenciado pelo fato de que sua presença perto de colônias geralmente não gera alarmes, a menos que o urso avance até 6 m (20 pés) da colônia. O coiote é o predador primário e estudos mostraram que as marmotas constituem aproximadamente 20% da dieta dos coiotes durante os meses de verão. Durante um estudo nas Montanhas Olímpicas, 36 fezes de coiote foram coletadas e duas delas continham pêlos de marmota.
Assim como todas as outras marmotas, as marmotas olímpicas usam o trinado como uma chamada de alarme para alertar outras marmotas sobre predadores. Chamadas de alarme contínuas indicam que um predador está próximo e, portanto, aumenta a vigilância nas marmotas; uma única chamada de alarme resulta nas marmotas olhando curiosamente ao redor em busca do predador. Avistamentos de predadores terrestres, coiotes em particular, recebem mais alarmes do que predadores aéreos. Os Marta-pescadora são vistos como predadores pelas marmotas olímpicas, provocando gritos de alarme apenas ao passar por uma colônia. Também foi observado que esses trinados podem ser usados como um mecanismo para enganar e frustrar predadores. Um comportamento adicional que ocorre quando uma marmota fica nervosa ou incomodada por um predador é que ela retrai seu lábio superior para mostrar seu incisivos. É quase como uma saudação aos predadores.
David P. Barash relatou que ao caçar marmotas olímpicas como presas, coiotes e pumas se aproximam da marmota em cerca de 15 m (49 pés), avançam para um abeto alpinoperto da vítima e, em seguida, persiga a marmota morro abaixo até sua colônia. Se a marmota conseguir fugir para uma toca e soar um alarme, outras marmotas correrão para suas tocas em busca de segurança. Mas o predador não pára aqui; geralmente é persistente e risca fora da entrada para tentar desenterrar sua presa. Minutos depois, quando uma marmota de uma toca próxima espia para ver se o predador foi embora, às vezes soa outro chamado de alarme, que chama o predador para sua toca. Ele mergulha de volta no subsolo e o predador geralmente permanece frustrado enquanto esses alarmes continuam e o forçam a correr de toca em toca, ficando cansado e irritado, e finalmente desistindo.
Como os humanos no Parque Nacional Olímpico não caçam a marmota, mas simplesmente a observam, eles não representam uma ameaça. Quando os pesquisadores se intrometem nas colônias para observar o comportamento, as famílias que vivem nas tocas ali inicialmente vocalizam gritos ascendentes, demonstrando surpresa, mas depois se adaptam à presença de humanos, permitindo o prosseguimento dos estudos.
Os parasitas da marmota olímpica incluem o cestódeo Diandrya composita e pulgas do gênero Oropsylla .

## Comportamento

### Colônias

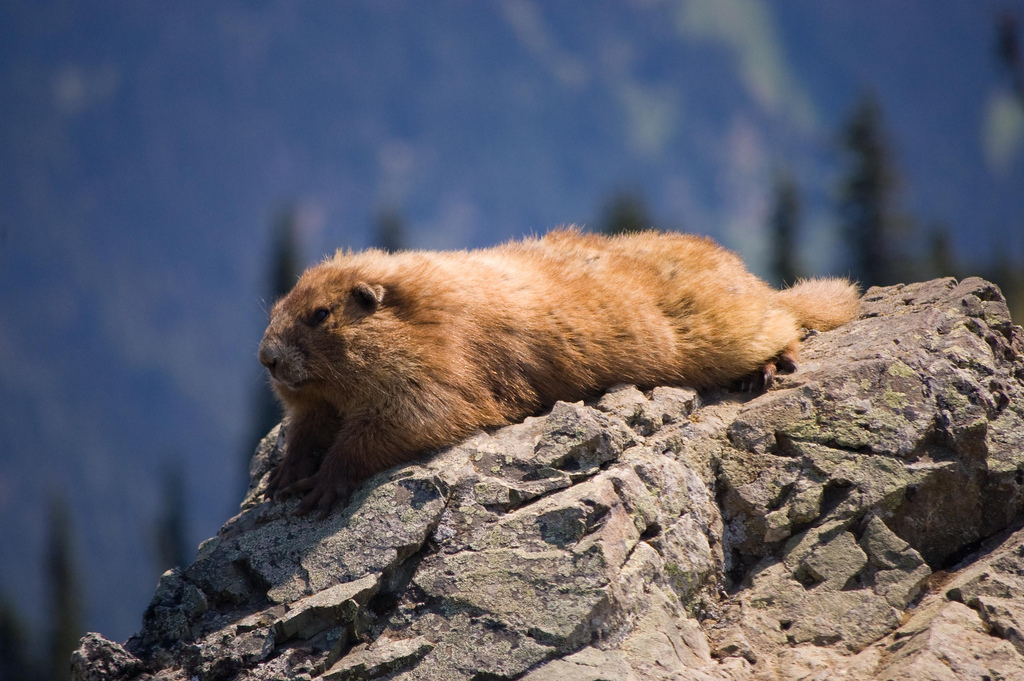
Marmota olímpica tomando banho de sol no furacão Ridge

As marmotas olímpicas são animais gregários que fazem escavações e vivem em colônias que geralmente contêm várias tocas. A atividade varia de acordo com o clima, hora do dia e época do ano; devido à chuva e cobertura de nevoeiro durante junho, julho e agosto, as marmotas passam a maior parte do dia dentro de suas tocas, e se alimentam principalmente de manhã e à noite. Entre esses períodos, as marmotas olímpicas às vezes podem ser encontradas deitadas nas rochas, onde se exalam ao sol para se aquecer, cuidando umas das outras, brincando, cantando e se alimentando juntas. Tocas são estruturas multiuso, usadas para hibernação, proteção contra mau tempo e predadores e para criar filhotes recém-nascidos.
Uma colônia típica de marmotas consiste em um macho, duas a três fêmeas e seus filhotes, às vezes vivendo em grupos de mais de uma dúzia de animais; as marmotas jovens ficam com a família por pelo menos dois anos, então uma toca costuma ser o lar de uma ninhada recém-nascida e uma ninhada de crianças de dois anos. marmotas raramente se mudam para outras colônias, com exceção de subadultos de dois a três anos de idade, que podem deixar a colônia original para começar uma nova família em outro lugar;  fêmeas se movem apenas algumas centenas de metros, embora os machos muitas vezes se movam vários quilômetros de sua toca de nascimento.
Uma colônia pode ter um macho subordinado ou "satélite", menor e mais jovem que o macho da colônia, que pode assumir como o macho dominante se o titular morrer. O macho satélite vive em uma toca separada, a 55 a 150 m (200 a 500 pés) de distância do resto da colônia. Após a emergência da hibernação, se o macho satélite e o macho da colônia ainda estiverem vivendo na mesma colônia, o macho da colônia dominante pode perseguir o satélite várias vezes por dia. A área de alimentação do macho satélite é limitada a áreas distantes do resto das marmotas da colônia, e ele deve ficar longe das tocas das outras marmotas enquanto o macho da colônia estiver próximo. Embora o macho satélite não se aproxime das outras marmotas da colônia, eles às vezes fazem viagens até a toca do macho satélite, geralmente cerca de duas vezes por hora. Depois de passar mais tempo desde a hibernação, os machos se tornarão menos hostis uns com os outros e ocorrerão menos evasão e perseguição. A competição entre machos termina na mesma época que a estação reprodutiva. A diminuição do comportamento hostil é apenas temporária, já que o macho satélite passa a ser designado ao seu status de subordinado novamente na primavera seguinte após a saída da hibernação e o ritual começa novamente.

### Comunicação
Quando se cumprimentam, esses animais muito sociáveis geralmente tocam o nariz ou a bochecha; em rituais de namoro, eles podem travar os dentes e mordiscar as orelhas e o pescoço uns dos outros. Eles também podem se envolver em lutas, nas quais duas marmotas em suas patas traseiras se empurram com as patas; este jogo de luta é mais agressivo entre marmotas mais velhas. Em lutas que foram observadas durante um estudo, apenas cerca de 10% das lutas tiveram resultados distintos.
Quando se comunicam vocalmente, eles têm quatro tipos diferentes de apitos, diferindo nisso de seus parentes próximos, a marmota velha e a marmota da Ilha de Vancouver. Os apitos da marmota olímpica incluem cantos planos, cantos ascendentes, cantos descendentes e trinados; todos eles estão em uma pequena faixa de frequência de cerca de 2.700 Hz. Chamadas planas, ascendentes e descendentes são, na maioria das vezes, dubladas individualmente. A chamada ascendente tem uma duração de cerca de meio segundo, começando com um "grito" em uma nota e terminando com um "chip" em uma nota mais alta; é freqüentemente usado como uma chamada de socorro ou alerta para cheiros e ruídos estranhos. Esses mesmos "latidos" são ouvidos quando as marmotas olímpicas brincam de luta, junto com rosnados baixos e ranger de dentes. A chamada descendente termina com uma nota mais baixa do que aquela em que começou. O trinado, que soa como várias chamadas ascendentes juntas como um som mais longo, consiste em várias notas de alcance e é emitido como uma chamada de alarme para comunicar a outras marmotas na área que o perigo pode estar se aproximando e elas devem retornar às suas tocas. As fêmeas com filhotes têm a responsabilidade de cuidar de seus filhotes e de outros parentes próximos à toca e, portanto, emitem o trinado com mais frequência do que outras marmotas olímpicas. Se as marmotas não estão acostumadas ao contato humano em uma determinada área, elas também podem soar um trinado ao ver uma pessoa, para alertar outras marmotas.  Em lugares como o furacão Ridge, onde ver humanos é uma ocorrência frequente, a maioria das marmotas não reconhecerá a presença humana de forma alguma.
Eles também se comunicam por meio do olfato. Uma glândula localizada em sua bochecha exala substâncias químicas que eles esfregam em pontos fedorentos, como arbustos e pedras, que podem ser cheirados por outras marmotas na área.

### Hibernação
As marmotas olímpicas começam a hibernar no início de setembro. Antes de hibernar, as marmotas trazem capim seco para a toca para servir de cama ou comida. Às vezes, no início de setembro, as marmotas ficam em suas tocas por alguns dias consecutivos, com apenas breves saídas que permitem um pouco de forrageamento. Durante este período, eles não brincam de luta ou socializam com outras marmotas; eles se limitam a espreitar e sentar-se casualmente do lado de fora de suas tocas. Mulheres sem parentesco (aquelas que ainda não deram à luz) e homens adultos tornam-se inativos primeiro, porque não precisam armazenar tanta gordura com antecedência. As fêmeas paridas, com um ano e jovens do ano tornam-se inativos algumas semanas depois, porque precisam ganhar mais peso. As marmotas de uma colônia hibernam em uma única toca, que mantêm fechada com terra.  Adultos surgem em maio e os jovens em junho. As marmotas não comem durante a hibernação, por isso precisam armazenar gordura antes de se tornarem inativas.
Essas marmotas são "hibernadoras profundas"; eles não podem ser facilmente acordados. A temperatura corporal cai para menos de 4 ° C (40 ° F) e a frequência cardíaca pode diminuir para três batimentos por minuto. As marmotas aquecem seus corpos a cada dez dias. marmotas olímpicas perdem 50% de sua massa corporal durante os sete a oito meses de hibernação de inverno. hibernação é a época mais perigosa para eles, pois, em anos de neve leve, até 50% dos jovens nascidos naquele ano morrerão de frio devido à falta de isolamento proporcionado por uma boa cobertura de neve. Quando eles emergem no início de maio, a cobertura de neve espessa ainda está presente desde o inverno anterior, então eles não são muito ativos neste momento. Às vezes, ficam tão desorientados depois de acordar da hibernação que precisam reaprender os marcos da colônia (que agora estão cobertos de neve, o que os obscurece ainda mais); eles vagam sem rumo até encontrarem suas tocas.

### Ciclo de vida
Essa espécie, junto com a Marmota caligata, tem a taxa reprodutiva mais baixa de todos os roedores. Uma marmota olímpica feminina tem uma ninhada de um a seis filhotes (3,3 em média) em anos alternados.  Em um determinado ano, um terço das mulheres terá uma ninhada. Metade dos filhotes morre antes da primavera seguinte. Os filhotes que sobrevivem à primavera seguinte podem viver até a adolescência. Tanto os machos quanto as fêmeas amadurecem sexualmente aos três anos, mas as fêmeas geralmente não se reproduzem até os quatro anos e meio de idade. A marmota sai da hibernação no início de maio, e o estro (calor) ocorre cerca de duas semanas depois. Após o fim da hibernação, tanto as marmotas olímpicas masculinas quanto as femininas tentam atrair o sexo oposto com rituais de namoro. As fêmeas que nunca produziram uma ninhada antes tendem a ser mais agressivas e perseguem ou instigam brigas com machos; as fêmeas que já produziram filhotes tendem a cumprimentar o macho com contato nasal com nasal ou nasal com genital, com cópula logo em seguida. Esta abordagem é mais bem-sucedida do que a maneira agressiva da fêmea não parente, com o acasalamento ocorrendo em 11 a 20 dias após a hibernação. A relação entre uma marmota olímpica sexualmente madura e uma marmota olímpica é poligínica ; os machos tendem a cruzar com três ou quatro fêmeas em cada estação de acasalamento.
Aproximadamente quatro semanas após o acasalamento, a fêmea dá à luz seus filhotes em uma toca subterrânea forrada de grama. Os filhotes recém-nascidos não podem ver, não têm pelos e são rosados. No início, os jovens não apresentam dimorfismo sexual. Passa-se cerca de um mês antes que as jovens marmotas olímpicas deixem a toca; na mesma época, eles começam a ser desmamados. Mesmo depois de serem autorizados a emergir, os jovens inicialmente ficam nas imediações da toca, onde podem ser encontrados perseguindo uns aos outros e lutando de brincadeira. Poucas semanas depois de sair da toca, os filhotes estão totalmente desmamados e podem se alimentar sozinhos. As marmotas olímpicas não são completamente independentes de suas mães até atingirem os dois anos de idade. Marmotas fêmeas em idade reprodutiva são extremamente importantes para as populações de marmotas. Se uma fêmea em idade reprodutiva morrer, pode levar anos para substituí-la; As marmotas geralmente são limitadas a seis filhotes por ninhada, o período de maturação é longo e muitas marmotas morrem antes de atingir a maturidade.

## Interação com humanos

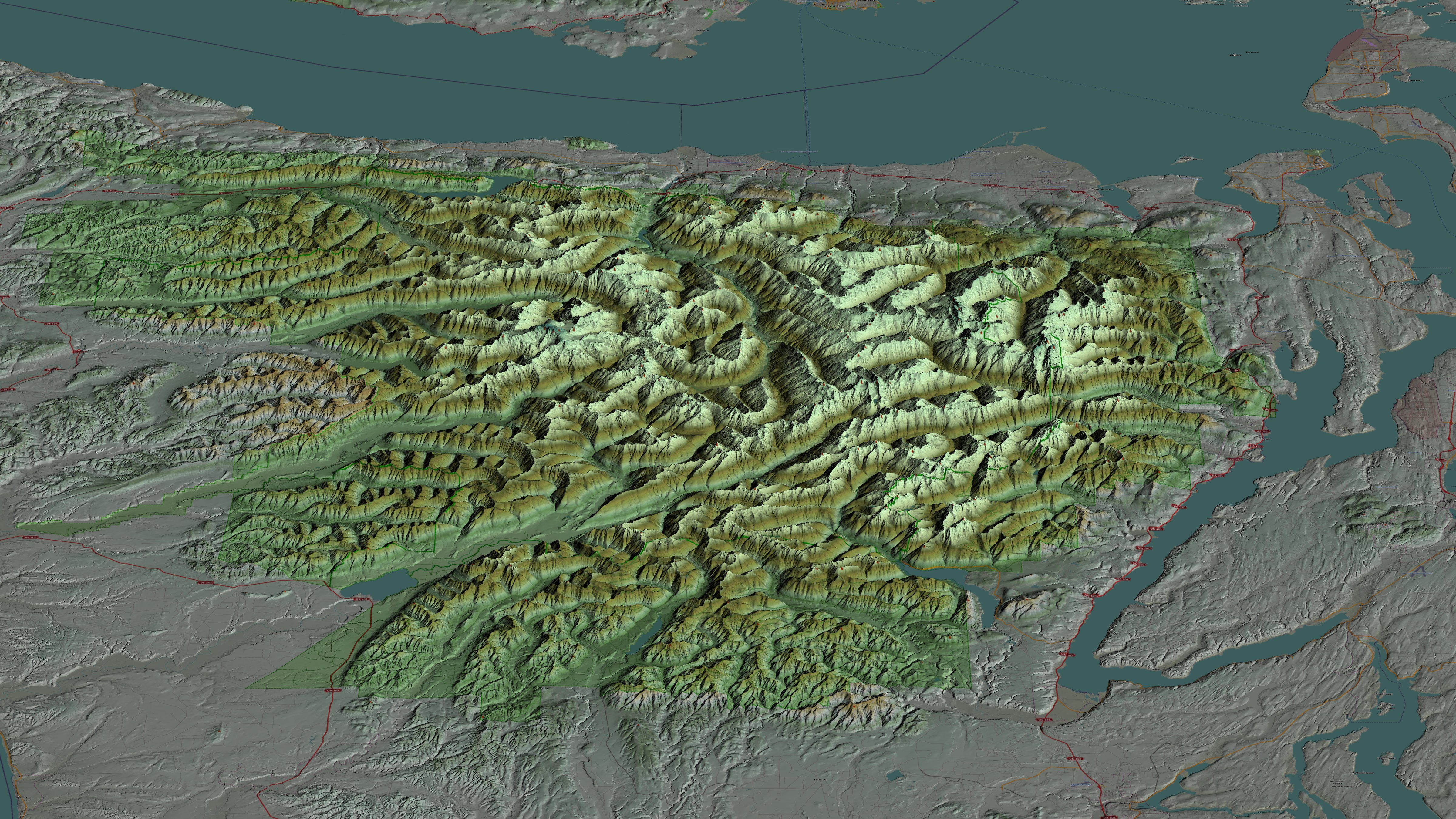
Mapa de relevo do Parque Nacional Olímpico, onde a marmota olímpica é protegida

A marmota olímpica é a segunda marmota mais rara da América do Norte, atrás da marmota da Ilha de Vancouver, que está em perigo de extinção. marmotas foram avistadas pela primeira vez na Península Olímpica na década de 1880. Na década de 1960, David P. Barash conduziu um estudo de três anos com marmotas olímpicas, após o qual relatou que havia uma abundância de marmotas nas montanhas. Em 1989, a população total da marmota olímpica foi calculada em apenas cerca de 2.000, mas esse número baixo foi devido à coleta de dados insuficiente. Além desse censo populacional, poucas pesquisas adicionais foram feitas sobre a marmota olímpica até o final da década de 1990, quando surgiram preocupações sobre o status da população.
Os guardas florestais e os visitantes frequentes do Parque Nacional Olímpico notaram que algumas populações de marmotas olímpicas haviam desaparecido de seus habitats habituais. Em resposta a isso, a Universidade de Michigan iniciou um estudo populacional em 2002, no qual a população de marmotas continuou a diminuir cerca de 10% ao ano até 2006. Foi encontrada predação por coiotes que não estavam presentes na área antes do século 20 ser a principal causa de morte de mulheres, inibindo o recrescimento populacional. Em 2006, os números caíram para 1.000 indivíduos; esse número aumentou para cerca de 4.000 de 2007 a 2010, quando as colônias se estabilizaram e as taxas de sobrevivência aumentaram.  Em 2010, os voluntários começaram a coletar e armazenar dados sobre as populações de marmotas no parque por meio de um programa de monitoramento. A marmota olímpica foi considerada uma espécie de menor preocupação na Lista Vermelha da IUCN desde que foi incluída pela primeira vez em 1996. Seu alcance é pequeno, mas 90% de seu habitat total é protegido por estar em Parque Nacional Olímpico. O parque, que contém várias outras espécies endêmicas, foi designado Reserva da Biosfera da UNESCO e Patrimônio Mundial. A lei estadual declara que a marmota olímpica é uma espécie de vida selvagem protegida e não pode ser caçada.
A espécie é suscetível às mudanças climáticas devido à sua sensibilidade a habitats alterados. Quando os prados do Parque Nacional Olímpico secaram, as marmotas morreram ou se mudaram. A longo prazo, os prados podem ser substituídos por florestas. A mudança climática irá alterar o momento, a composição e a qualidade da comida das marmotas. As marmotas olímpicas podem se tornar mais vulneráveis aos predadores quando as temperaturas diurnas sobem muito para forragear, fazendo com que procurem alimentos nas noites mais frias, quando os predadores são mais difíceis de detectar. Em invernos quentes, há predação mais intensa por coiotes. As marmotas tornam-se mais acessíveis aos coiotes à medida que bancos de neve mais baixos permitem que os coiotes subam nas montanhas onde habitam as marmotas, para áreas que normalmente não poderiam alcançar durante um inverno frio normal. A mudança climática também pode ter efeitos positivos; um clima mais quente resultaria em uma estação de crescimento mais longa, na qual as marmotas poderiam amadurecer mais rapidamente e, assim, se reproduzir com mais frequência.
Em 2009, esta marmota foi designada um símbolo do estado de Washington: o "mamífero endêmico" oficial. A assinatura do governador Chris Gregoire do Senado Bill 5071 foi o resultado de um esforço de dois anos pelos alunos da quarta e quinta séries da Wedgwood Elementary School em Seattle. Os alunos pesquisaram os hábitos da marmota e responderam às perguntas dos legisladores para superar a oposição bipartidária inicial a outro símbolo do estado.